# 科爾日基夫齊
49°44′42″N 25°54′47″E / 49.74500°N 25.91306°E
科爾日基夫齊（烏克蘭語：Коржківці），是烏克蘭的村落，位於該國西部捷爾諾波爾州，由克列梅涅茨區負責管轄，始建於1612年，面積0.81平方公里，2001年人口166，人口密度每平方公里206.2人。